# Weissia condensa
Weissia condensa là một loài Rêu trong họ Pottiaceae. Loài này được (Voit) Lindb. miêu tả khoa học đầu tiên năm 1863.